# Ню Козерога
Ню Козерога (ν Cap, ν Capricorni) — двойная звезда в созвездии Козерога. Имеет традиционное название Альшат от арабского الشاة (aš-šā[t]), что означает "овца". Расположена примерно в 272 световых годах от Солнца.
Главный компонент, ν Козерога A является  бело-голубым карликом спектрального класса B главной последовательности, видимая звёздная величина составляет +4,77. Звезда-компаньон, ν Козерога B является звездой 12 звёздной величины и находится в 54 угловых секундах (соответствует расстоянию около 4000 а.е.) от главной звезды.